# Henryk Sachs’ murstenshus
Henryk Sachs’ murstenshus (polsk Kamienica Henryka Sachsa) ligger ved Piotrkowska-gaden 107 i Łódź ved siden af Juliusz Heinzels palæ. Bygningen blev oprindeligt bygget til købmanden Salomon Baharier i 1881 efter tegninger af Edward Crentzburg. Den fik påbygget sin tredje etage i 1895. 
Murstenshusets eklektiske facade blev ombygget af Dawid Lande i 1897 efter initiativ af bygningens nye ejer Henryk Sachs. Facaden fik da en rig udsmykning med blandt andet festoner, blomsterguirlander, maskaroner, laurbærblade, tsarørne og brændende fakler.
|  | Denne artikel kan blive bedre, hvis der indsættes geografiske koordinater Denne artikel omhandler et emne, som har en geografisk lokation. Du kan hjælpe ved at indsætte koordinater i wikidata. |